# Светозар Заре Јовановић
Светозар Заре Јовановић (Дебељача, 1936. — Београд, 27. јул 2013.) био је српски сликар.